# گروه عملکردی (بوم‌شناسی)
یک گروه عاملی مجموعه‌ای از موجودات زنده است که ویژگی‌های مشترکی در یک جامعه دارند. در حالت ایده‌آل، اینها وظایف معادلی را بر اساس نیروهای دامنه انجام می‌دهند، نه بر اساس یک جد مشترک یا رابطه تکاملی. این می‌تواند به‌طور بالقوه منجر به ساختارهای مشابهی شود که احتمال همولوژی را رد می‌کنند. به‌طور خاص‌تر، این موجودات اثراتی مشابه عوامل خارجی یک سیستم ساکن ایجاد می‌کنند. با توجه به این واقعیت که اکثر این موجودات جایگاه اکولوژیکی مشترکی دارند، می‌توان فرض کرد که برای دستیابی به بیشترین میزان سازگاری، به ساختارهای مشابهی نیاز دارند. این به مواردی مانند توانایی تولید مثل موفقیت‌آمیز برای ایجاد فرزندان و علاوه بر این، حفظ حیات با اجتناب از شکارچیان و به اشتراک گذاشتن وعده‌های غذایی اشاره دارد.

## تحقیقات علمی
گروه‌های عاملی به جای اینکه مبتنی بر نظریه باشند، مستقیماً توسط متخصصان تحقیق مشاهده و تعیین می‌شوند. مهم است که این اطلاعات به صورت مستقیم مورد مشاهده قرار گیرد تا به عنوان مدرک قابل استفاده ارائه شود. رفتار و مشارکت کلی در دیگران، نکات کلیدی رایجی هستند که باید به آنها توجه کرد. افراد از ویژگی‌های ادراک‌شدهٔ متناظر برای پیوند بیشتر پروفایل‌های ژنتیکی به یکدیگر استفاده می‌کنند. اگرچه خود گونه‌ها متفاوت هستند، متغیرهای مبتنی بر عملکرد و کارایی کلی قابل تعویض هستند. این گروه‌ها بخش غیرقابل تشخیصی را در شارش انرژی (بوم‌شناسی) خود به اشتراک می‌گذارند و جایگاه کلیدی در زنجیره‌های غذایی و روابط درون محیط(ها) دارند.
اکوسیستم، سازمانی زیستی است که عوامل محیطی مختلف، غیرزیستی و زیستی، که به‌طور همزمان با هم در تعامل هستند را تعریف و گسترش می‌دهد. چه تولیدکننده باشد و چه مصرف‌کننده نسبی، هر بخش از حیات، جایگاهی حیاتی در نرخ بقای مداوم محیط اطراف خود دارد. همان‌طور که مشخص است، یک گروه عاملی نقش بسیار خاصی را در هر اکوسیستم مشخص و فرایند چرخه حیات ایفا می‌کند.

## دسته‌ها
به‌طور کلی دو نوع گروه عملکردی وجود دارد که بین گیاهان و جمعیت‌های خاص حیوانات قرار می‌گیرند. گروه‌هایی که به علم پوشش گیاهی یا فلور مربوط می‌شوند، به عنوان تیپ‌های عملکردی گیاهی شناخته می‌شوند. که به اختصار PFT نیز نامیده می‌شوند، اغلب فرآیندهای فتوسنتزی یکسانی دارند و به مواد مغذی قابل مقایسه‌ای نیاز دارند. به عنوان مثال، گیاهانی که فتوسنتز می‌کنند، هدف یکسانی در تولید انرژی شیمیایی برای دیگران دارند. در مقابل، آن‌هایی که در محدوده علوم دامی قرار دارند، انجمن‌های صنفی نامیده می‌شوند که معمولاً انواع تغذیه را به اشتراک می‌گذارند. این را می‌توان به راحتی هنگام مشاهده سطوح تغذیه‌ای ساده کرد. مثال‌ها شامل مصرف‌کنندگان اولیه، مصرف‌کنندگان ثانویه، مصرف‌کنندگان ثالثیه و مصرف‌کنندگان چهارمی هستند.

## تنوع
تنوع عملکردی اغلب به عنوان «ارزش و دامنه آن گونه‌ها و ویژگی‌های ارگانیسمی که بر عملکرد اکوسیستم تأثیر می‌گذارند» شناخته می‌شود. ویژگی‌های یک موجود زنده که آن را منحصر به فرد می‌کند، می‌تواند شامل نحوه حرکت، جمع‌آوری منابع یا تولید مثل آن، یا زمان فعال بودن آن در سال باشد به تنوع کلی کل یک اکوسیستم می‌افزاید و بنابراین عملکرد کلی یا بهره‌وری آن اکوسیستم را افزایش می‌دهد. تنوع عملکردی با افزایش اشغال جایگاه ویژه، بهره‌وری کلی یک اکوسیستم را افزایش می‌دهد. گونه‌ها در هر دوره زمانی متنوع‌تر تکامل یافته‌اند، و گیاهان و حشرات دارای برخی از متنوع‌ترین خانواده‌های کشف‌شده تاکنون هستند. ویژگی‌های منحصر به فرد یک موجود زنده می‌تواند امکان اشغال یک جایگاه جدید را فراهم کند، دفاع بهتری در برابر شکارچیان ایجاد کند و به‌طور بالقوه منجر به تخصص شود. تنوع عملکردی در سطح ارگانیسم، که به تنوع عملکردی کلی یک اکوسیستم می‌افزاید، برای تلاش‌های حفاظتی، به ویژه در سیستم‌هایی که برای مصرف انسان استفاده می‌شوند، مهم است. اندازه‌گیری دقیق تنوع عملکردی می‌تواند دشوار باشد، اما وقتی به درستی انجام شود، بینش مفیدی در مورد عملکرد کلی و پایداری یک اکوسیستم ارائه می‌دهد.

## افزونگی
افزونگی عملکردی به پدیده‌ای اشاره دارد که گونه‌های موجود در یک اکوسیستم، نقش‌های مشابهی را ایفا می‌کنند و این امر منجر به نوعی «بیمه» در اکوسیستم می‌شود. گونه‌های اضافی می‌توانند به راحتی کار گونه‌های مشابه از همان جایگاه عملکردی را انجام دهند. این امر به این دلیل امکان‌پذیر است که گونه‌های مشابه در طول زمان برای پر کردن همان جایگاه سازگار شده‌اند. افزونگی عملکردی در اکوسیستم‌های مختلف متفاوت است و می‌تواند سال به سال بسته به عوامل متعددی از جمله در دسترس بودن زیستگاه، تنوع کلی گونه‌ها، رقابت برای منابع و تأثیر انسان‌شناسی تغییر کند. این تنوع می‌تواند منجر به نوسان در تولید کلی اکوسیستم شود. همیشه مشخص نیست که چند گونه یک جایگاه عملکردی را اشغال می‌کنند، و در هر جایگاه در یک اکوسیستم، چه مقدار افزونگی، در صورت وجود، وجود دارد. فرض بر این است که هر جایگاه عملکردی مهم توسط چندین گونه پر شده است. مشابه تنوع عملکردی، هیچ روش واضح و مشخصی برای محاسبه دقیق افزونگی عملکردی وجود ندارد، که می‌تواند مشکل‌ساز باشد. یک روش این است که تعداد گونه‌هایی که یک جایگاه عملکردی را اشغال می‌کنند و همچنین فراوانی هر گونه را در نظر بگیریم. این می‌تواند نشان دهد که در مجموع چند فرد در یک اکوسیستم یک عملکرد را انجام می‌دهند.

## تأثیرات بر حفاظت
مطالعات مربوط به تنوع عملکردی و افزونگی در بخش بزرگی از تحقیقات حفاظت و اکولوژیکی رخ می‌دهد. با افزایش جمعیت انسان، نیاز به عملکرد اکوسیستم متعاقباً افزایش می‌یابد. علاوه بر این، تخریب و تغییر زیستگاه همچنان در حال افزایش است و زیستگاه مناسب برای بسیاری از گونه‌ها همچنان در حال کاهش است، این تحقیق اهمیت بیشتری پیدا می‌کند. با ادامه گسترش جمعیت انسانی و شهرنشینی، مناظر بومی و طبیعی در حال ناپدید شدن هستند و جای خود را به زمین‌های اصلاح‌شده و مدیریت‌شده برای مصرف انسان می‌دهند. تغییرات در چشم‌اندازها اغلب با عوارض جانبی منفی از جمله قطعه قطعه شدن، از بین رفتن گونه‌ها و رواناب مواد مغذی همراه است که می‌تواند با کاهش تنوع گونه‌ای، بر پایداری اکوسیستم، بهره‌وری اکوسیستم و تنوع عملکردی و افزونگی عملکردی تأثیر بگذارد.
نشان داده شده است که استفاده شدید از زمین هم بر تنوع گونه‌ای و هم بر همپوشانی عملکردی تأثیر می‌گذارد و اکوسیستم و موجودات زنده موجود در آن را آسیب‌پذیر می‌کند. به‌طور خاص، گونه‌های زنبور عسل، که ما برای خدمات گرده افشانی به آنها متکی هستیم، در مقایسه با زیستگاه‌های طبیعی، هم تنوع عملکردی و هم تنوع گونه‌ای کمتری در مناظر مدیریت شده دارند، که نشان می‌دهد تغییرات انسانی می‌تواند برای تنوع عملکردی موجودات زنده و بنابراین تنوع عملکردی کلی اکوسیستم مضر باشد. تحقیقات بیشتر نشان داد که فراوانی عملکردی حشرات گیاهخوار در نهرها به دلیل سرعت جریان تغییر می‌کند، که نشان می‌دهد عوامل محیطی می‌توانند همپوشانی عملکردی را تغییر دهند. وقتی تلاش‌های حفاظتی آغاز می‌شود، هنوز جای بحث است که آیا حفظ گونه‌های خاص یا ویژگی‌های عملکردی، رویکرد مفیدتری برای حفظ عملکرد اکوسیستم است یا خیر. تنوع گونه‌ای بالاتر می‌تواند منجر به افزایش بهره‌وری کلی اکوسیستم شود، اما لزوماً امنیت همپوشانی عملکردی را تضمین نمی‌کند. در اکوسیستم‌هایی با افزونگی بالا، از دست دادن یک گونه (که تنوع عملکردی کلی را کاهش می‌دهد) همیشه به دلیل همپوشانی عملکردی بالا، عملکرد کلی اکوسیستم را کاهش نمی‌دهد و بنابراین در این مورد، حفظ یک گروه به جای یک فرد، بسیار مهم است. در اکوسیستم‌هایی با گونه‌های غالب که در تولید اکثریت زیست‌توده نقش دارند، ممکن است حفظ این گونه واحد به جای یک گروه عملکردی مفیدتر باشد. مفهوم اکولوژیکی گونه‌های کلیدی بر اساس وجود گونه‌هایی با پویایی تغذیه‌ای غیر زائد با تسلط زیست توده اندازه‌گیری شده در گروه‌های عملکردی، که مزایای حفاظتی حفاظت از هر دو گونه و گروه عملکردی مربوطه را برجسته می‌کند، بازتعریف شد.

### چالش
درک تنوع و افزونگی عملکردی و نقش‌هایی که هر کدام در تلاش‌های حفاظتی ایفا می‌کنند، اغلب دشوار است زیرا ابزارهایی که با آنها تنوع و افزونگی را اندازه‌گیری می‌کنیم، نمی‌توانند به جای یکدیگر استفاده شوند. به همین دلیل، کارهای تجربی اخیر اغلب اثرات تنوع عملکردی یا افزونگی عملکردی را تجزیه و تحلیل می‌کنند، اما نه هر دو را. این امر تصویر کاملی از عوامل مؤثر بر تولید اکوسیستم ایجاد نمی‌کند. در اکوسیستم‌هایی با پوشش گیاهی مشابه و متنوع، تنوع عملکردی برای پایداری و بهره‌وری کلی اکوسیستم اهمیت بیشتری دارد. با این حال، در مقابل، تنوع عملکردی گونه‌های زنبور بومی در مناظر بسیار مدیریت‌شده، شواهدی برای افزونگی عملکردی بالاتر ارائه می‌دهد که منجر به تولید میوه بیشتر می‌شود، چیزی که انسان‌ها برای مصرف غذا به شدت به آن متکی هستند. یک مقاله اخیر بیان کرده است که تا زمانی که یک تکنیک اندازه‌گیری دقیق‌تر به‌طور جهانی مورد استفاده قرار نگیرد، برای تعیین اینکه کدام گونه‌ها یا گروه‌های عملکردی آسیب‌پذیرتر و مستعد انقراض هستند، خیلی زود است. به‌طور کلی، درک چگونگی تأثیر انقراض بر اکوسیستم‌ها و اینکه کدام ویژگی‌ها آسیب‌پذیرتر هستند، می‌تواند از کل اکوسیستم‌ها محافظت کند.